# Gianfranco Zilioli
Gianfranco Zilioli (Clusone, 5 maart 1990) is een Italiaans wielrenner die vanaf 2016 uitkomt voor Nippo-Vini Fantini. Voordien kwam hij uit voor Androni Giocattoli-Sidermec. Tijdens zijn stageperiode bij diezelfde ploeg boekte hij direct een professionele overwinning door in de GP Industria & Commercio di Prato zijn ploeggenoot Miguel Ángel Rubiano en Maciej Paterski te verslaan.

## Belangrijkste overwinningen
2012
- GP Capodarco

2013
- Ronde van Casentino
- GP Industria & Commercio di Prato

## Resultaten in voornaamste wedstrijden
| Jaar | Ronde van Italië | Ronde van Frankrijk | Ronde van Spanje |
| ---- | ---------------- | ------------------- | ---------------- |
| 2014 |                  |                     |                  |
| 2015 | 71e              |                     |                  |
| 2016 | 116e             |                     |                  |

| Jaar | Milaan-San Remo | Ronde van Lombardije |
| ---- | --------------- | -------------------- |
| 2014 | opgave          | 95e                  |
| 2015 |                 | 91e                  |
| 2016 |                 | opgave               |

## Ploegen
- 2009-De Nardi Daigo Bergamasca 1902
- 2010-De Nardi Colpack Bergamasca
- 2011-Team Colpack
- 2012-Team Colpack
- 2013-Team Colpack (tot 15/08)
- 2013-Androni Giocattoli-Venezuela (stagiair)
- 2014-Androni Giocattoli
- 2015-Androni Giocattoli-Sidermec
- 2016-Nippo-Vini Fantini

Appollonio · Bandiera · Benfatto · Chicchi · Dall'Antonia · Ebsen · Frapporti · Gálviz · Gatto · Giménez · Godoy · Nardin · Padour · Pellizotti · Rodríguez · Sella · Stortoni · Taborre · Taliani · Tvetcov · Zilioli · Zordan · Barbero (stagiair) · Viel (stagiair) · Viola (stagiair)